# Leopoldus Primus
Leopoldus Primus – XVII-wieczny okręt eskortowy Admiralicji hamburskiej. Nazwany na cześć cesarza Leopolda I Habsburga.
„Leopoldus Primus” budowano w latach 1667–1668 w Hamburgu dla Admiralicji hamburskiej. Był pierwszym okrętem eskortowym Wolnego Miasta Rzeszy Hamburga. Okręt eskortował 22 konwoje na półwysep iberyjski, 3 konwoje do Anglii oraz 9 konwojów wielorybniczych na Grenlandię. „Leopoldus Primus” kilkakrotnie stoczył zwycięskie potyczki z korsarzami francuskimi i tureckimi. W 1686 roku zasłużył się w zwycięskiej obronie Hamburga przed wojskami duńskimi. Po 36 latach został w 1705 roku wycofany ze służby i rozebrany.